# FIA Supertourisme

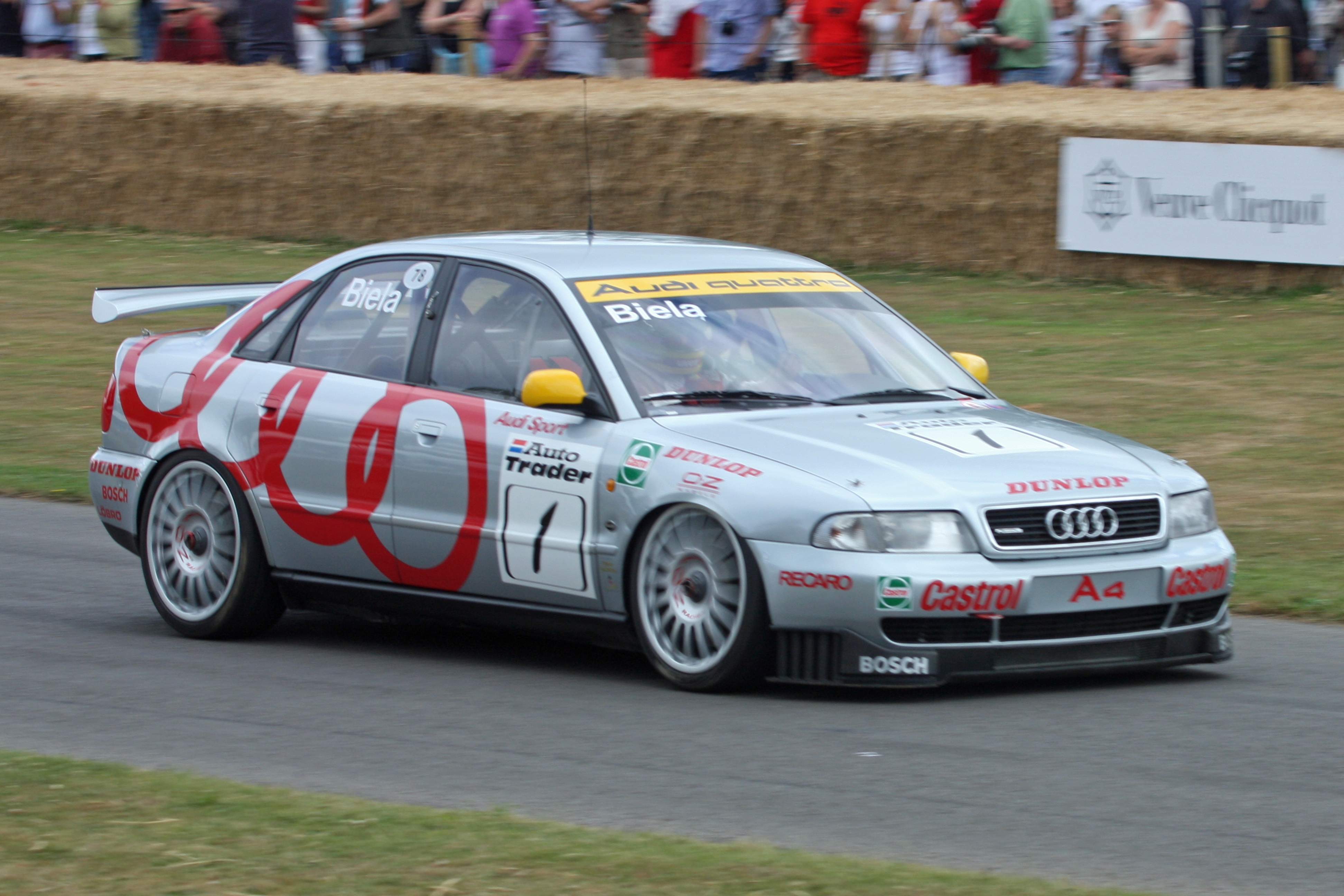
Audi A4 Quattro engagée au BTCC en 1996 en roulage à Goodwood en 2009

Le Supertourisme ou Voiture de tourisme classe 2 était une catégorie de voitures de tourisme de circuit en compétition automobile, créée en 1992 par la FIA.
Elle était destinée à remplacer les anciennes voitures de tourisme Groupe A circuit. Les voitures éligibles pour cette catégorie, étaient des berlines familiales 4 ou 5 portes, produites au minimum à 20 000 exemplaires par an, et équipées de moteurs 2 litres atmosphériques dont la puissance avoisinait les 300 ch.
Disputée dans de nombreux championnats de voitures de tourisme nationaux dans la seconde partie des années 1990 (Championnat de Grande-Bretagne, France, Belgique, Allemagne, etc.), cette catégorie sera finalement abandonnée au début des années 2000 en raison de l'escalade des coûts engendrés par son règlement. Ainsi, le championnat de France passera à la réglementation FFSA Silhouette et celui de Grande-Bretagne à des voitures de tourisme de 2 litres moins coûteuses. Le dernier championnat à abandonner la réglementation Supertourisme sera l'ETCC en 2001, avant de passer à la nouvelle réglementation Super 2000, nouvellement créée par la FIA.
En France, le championnat Supertourisme conserva son appellation, malgré le remplacement des voitures Supertourisme par des Silhouette en 2001. Ce championnat s'interrompt à la fin de la saison 2005, mais renaît dix années plus tard avec des Mitjet Supertourisme.

## Supertouring Power
En 2023 à Brands Hatch, est organisé un festival rendant hommage aux voitures de tourisme très populaires dans les années 90 et 2000. Plus d’une trentaine de ces anciennes autos dont de nombreuses Supertourisme ont fait le déplacement. Greg Murphy (en), Paul Radisich (en), Alain Menu, Tim Harvey (en) et Steve Soper étaient présents. 

## Quelques modèles de Supertourisme
- Audi A4 Quattro
- BMW 320i
- Ford Mondeo
- Opel Vectra
- Peugeot 406 Supertourisme
- Renault Laguna
- SEAT Toledo